# Cabusao
Cabusao is een gemeente in de Filipijnse provincie Camarines Sur op het eiland Luzon. Bij de laatste census in 2007 had de gemeente bijna 18 duizend inwoners.

## Geografie

### Bestuurlijke indeling
Cabusao is onderverdeeld in de volgende 9 barangays:
| - Barcelonita - Biong - Camagong - Castillo - New Poblacion - Pandan - San Pedro - Santa Cruz - Santa Lutgarda |

## Demografie
Cabusao had bij de census van 2007 een inwoneraantal van 17.599 mensen. Dit zijn 1.398 mensen (8,6%) meer dan bij de vorige census van 2000. De gemiddelde jaarlijkse groei komt daarmee uit op 1,15%, hetgeen lager is dan het landelijk jaarlijks gemiddelde over deze periode (2,04%). Vergeleken met de census van 1995 is het aantal mensen met 1.633 (10,2%) toegenomen.

De bevolkingsdichtheid van Cabusao was ten tijde van de laatste census, met 17.599 inwoners op 46,8 km², 376 mensen per km².